# Margaret Thom
Margaret M. Thom, née en 1951[réf. nécessaire] à Fort Providence, dans la région du Dehcho des Territoires du Nord-Ouest, est une personnalité politique canadienne dénée. 
Elle est commissaire des Territoires du Nord-Ouest de 2017 à 2024.

## Biographie
Margaret Thom a fait ses études primaires dans des pensionnats autochtones. Après avoir obtenu un diplôme du Collège Aurora à la fin des années 1990, elle a été pendant près de vingt ans conseillère scolaire communautaire à l’école primaire et secondaire Deh Gáh, à Fort Providence. Elle a siégé à de nombreux conseils d’administration.
Elle est commissaire adjointe des Territoires du Nord-Ouest de juin 2005 à octobre 2011, avant de devenir commissaire le 18 septembre 2017.
Margaret Thom a reçu la médaille du jubilé de diamant d’Élisabeth II, elle a été nommée au Temple de la renommée de l'éducation des Territoires du Nord-Ouest et elle a reçu le prix Wise Woman.